# 益民街道 (阜新市)
益民街道，是中华人民共和国辽宁省阜新市新邱区下辖的一个乡镇级行政单位。

## 行政区划
益民街道下辖以下地区：
益民社区、育源社区和荷花社区。